# Skänkel
| Skänkel |
| --- |
| Höger skänkel, med sadel, sadelgjord, stigbygel och tömmar. - Betydelse – endera av ryttarens ben - Användning – balans, hjälp vid framdrivande och styrning av hästen - Delar – över- och underskänkel, inner- och ytterskänkel - Andra betydelser – benliknande del av redskap (saxens eller tångens skänklar) eller kroppsdel (klitorisskänklar) |

Skänkel kallas ryttarens ben när denne rider. Från höft till knä heter det överskänkel, vilken ger sitsen stadga. Från knä ner till tåspets heter det underskänkel, vilken huvudsakligen talar om för hästen vad den ska göra.

## Funktion
Skänkeln fungerar bland annat som sidförande och framåtdrivande, och den är en viktig del i ryttarens balans. De båda skänklarna omsluter hästens sidor när man sitter i lodrät sits, det vill säga när en rak linje kan dras från örat via axeln, genom höften och ner till hälen. Därför krävs en mjuk böjning i höfter, i knäna och i vristerna. Genom att ha skänklarna korrekt får man som ryttare bättre kontakt med hästen, man kan påverka hästen mer och även få en bättre balans i sadeln.
Viktigt att tänka på med skänkeln är att hälen ska trampas neråt och tårna peka rakt framåt. Om foten kommer i fel vinkel påfrestas ryttarens ben hårt under ridningen, och man kommer i obalans vilket leder till att skänkelns inverkan förloras. Skänkeln ska placeras över eller strax bakom hästens sadelgjord och vara precis ’under’ ryttaren. Då blir det en naturlig ställning där man kan slappna av i kroppen.

### Damsadel
Skänklarna får tydligt minskad betydelse i samband med användade av damsadel. Då placeras skänklarna på samma sida av hästkroppen, och skänklarna kan inte längre användas lika tydligt för att trycka mot hästens sida. Skänklarna är dock fortfarande viktiga för att upprätthålla ryttarens balans, och ryttaren kan använda andra hjälper (spö, tyglar och röst) för att påverka hästen.

## Olika moment
Ryttaren använder sin skänkel i sex olika moment:
- Framåtdrivande – skänklarna trycks försiktigt mot hästens sidor med jämnt tryck på båda sidorna för att hästen ska röra sig framåt
- Sidförande – ena skänkeln ger mera tryck, och genom nederskänkelns placering kan man påverka olika delar av hästens kropp i den sidförande rörelsen
- Vändande – när man utför en vändning under rörelse, och man påverkar då hästen genom ett tryck från ytterskänkeln (det vill säfga skänkeln närmast ut från ridbanan). Detta kombineras ofta med vikthjälp samt ledande tygeltag.
- Reglerande – reglerar den sidförande skänkeln samt hastigheten under momentet
- Böjande – ska ligga mitt på hästen i sin vanliga position och driver tillsammans med den något tillbakadragna ytterskänkeln framdelen framåt och inte åt sidan. Detta kombineras med en jämn balans av vikt, tyglar och ytterskänkel.
- Mothållande – när ryttaren vill att hästen ska avsluta en rörelse samt rätta till eller förhindra en felaktig rörelse som hästen utför

## Andra betydelser, etymologi
Ordet skänkel används även om djurs ben. Dessutom används ordet om olika föremål som liknar ben, som skänklarna på en sax eller tång och klitorisskänklar.
Skänkel finns i svensk skrift sedan 1682. Det kommer från tyskans Schenkel med betydelsen lår eller lårben. Besläktade ord är skank och skinka.